# Volcán Lexone
El volcán Lexone o Cosapilla (del quechua: Cosapilla ‘qosa (marido) y pilla (escarabajo), interpretándose como escarabajo macho’) es un volcán erosionado compuesto por diversos conos de lava cuya datación es del período Holoceno-Pleistoceno teniendo entre 60 000 y 70 000 años y anteriormente se consideraba que eran del Holoceno.
Se ubica en la cordillera de los Andes al norte de Chile en las cercanías del pueblo de Cosapilla en donde viven comunidades aymara. Administrativamente pertenece a la comuna de General Lagos en la Región de Arica y Parinacota.